# ブレインストーム (映画)
『ブレインストーム』（Brainstorm）は、1983年のアメリカのMGM/UA製作、監督ダグラス・トランブル、主演クリストファー・ウォーケンのSF映画。

## ストーリー
複合未来産業エヴァンス電子研究所の研究者マイケル・ブレイスは、リリアン・レイノルズ博士をチーフとする画期的な実験を行っていた。
彼らが開発したヘルメット型のブレイン・マシン・インタフェースは体験した記憶や感覚を脳が発する信号としてテープに記録でき、またそれを再生することで五感はもちろん記録者の感情すらも感じられるリアルな体験として再現できる。
研究の完成を聞いた会社のオーナー、アレックス・ターソンは重役会を招集してマシンを披露する。思考の信号化により考えるだけで機械を操作することができる技術に軍部が興味を示し介入して来るが、リリアンは研究の軍事転用に強く反対する。
一方、研究員のハルがセックス・シーンをエンドレスにしたテープをかけ、心臓麻痺をおこしかける事件がおき、テープの危険性が認知されるようになる。そのような情勢の中、研究と軍との折衝でストレスのかかっていたリリアンは、1人で研究中に心臓発作に襲われる。死を悟ったリリアンは懸命に記録装置を起動し、死の瞬間を記録にとどめつつ逝った。マイケルはテープに記録された「死」の体験に強い興味を抱き、周囲に反対される中、信号を被致死性のレベルまで調整して続きを見ることを切望する。
リリアンの死を契機として、軍が研究室を占拠し軍事用ヘルメットの開発計画「プロジェクト・ブレインストーム」を開始する。拷問、洗脳、記憶操作など非人道的な計画内容に反発を覚えたマイケルは、妻カレンとハルの協力を得て電話回線から研究所の内部ネットワークに侵入し、ロボットを遠隔操作して軍事用ヘルメットの生産設備を破壊。更にその混乱に乗じてリリアンのテープを再生し、死の先の世界を目撃する。

## キャスト
| 役名                   | 俳優                       | 日本語吹替 | 日本語吹替 |
| 役名                   | 俳優                       | TBS版      |            |
| ---------------------- | -------------------------- | ---------- | ---------- |
| マイケル・ブレイス     | クリストファー・ウォーケン | 曽我部和恭 |            |
| リリアン・レイノルズ   | ルイーズ・フレッチャー     | 竹口安芸子 |            |
| カレン・ブレイス       | ナタリー・ウッド           | 沢田敏子   |            |
| アレックス・ターソン   | クリフ・ロバートソン       | 寺島幹夫   |            |
| ハル・アブラムソン     | ジョー・ドーシー           | 嶋俊介     |            |
| ゴーディ・フォーブス   | ジョーダン・クリストファー | 大滝進矢   |            |
| ランドン・マークス     | ドナルド・ホットン         | 小島敏彦   |            |
| ロバート・ジェンキンス | アラン・ファッジ           | 広瀬正志   |            |

- TBS版：初回放送1989年9月28日『木曜シネマパラダイス』（深夜枠）※新盤DVD収録

## スタッフ
- 監督：ダグラス・トランブル
- 脚本：ロバート・スティッツェル、フィリップ・フランク・メッシーナ
- 原案：ブルース・ジョエル・ルービン
- 撮影監督：リチャード・ユリシッチ
- 音楽：ジェームズ・ホーナー
- プロダクション・デザイン：ジョン・バローネ
- 衣裳デザイン：ドン・フェルド
- アートディレクター：デヴィッド・L・スナイダー

## 概要
脳の情報をアップロード/ダウンロードするのは、サイバーパンクの常套手段だが、その手前の技術で、記憶と刺激をアウトプット/インプットするのが本作の知覚伝動装置だと言える。オープニングのモザイク模様から本編につながる見せ方や、装置がヘルメット型からヘッドギア型、カチューシャ型へ改良していく姿で研究の進歩を表現するなど、技術の描き方に製作者のこだわりが見える。
記録は魚眼レンズを使った「泡」のように表現され、自身の体験と疑似体験を区別している。擬似体験が脳に対しては実体験として伝わっている事が、記録の再生で致死寸前になる状態の場面で表されている。撮影のために小型の8mmフィルム映写機、球形のスクリーンとモーション・コントロール・カメラを組み合わせ大量のイメージを自動撮影するシステムが作られた。『マイノリティ・リポート』などにこの映像の影響が見られる。
「死」の記録で臨死体験を映像化しており、魂が肉体を離れて舞い上って行く途中に人生のエピソードの「泡」に入ることで、走馬灯のように人生を振り返る様子が描かれている。
撮影中、ボートの水没事故で女優のナタリー・ウッドが水死している。この「死」の体験を描いた映画は、エンドロールに「TO NATALIE」とあるように、ウッドの遺作となってしまった。なお2018年2月1日、捜査当局者はこの件について「不審死」として捜査を行なっていることを明らかにした。
当初はトランブルが提唱している「ショースキャン（動体解像度を飛躍的に高め、現実と人工映像との差を無くすために大画面フィルムを60コマ／秒で駆動する）」を装置装着時のイメージとして用いる予定であったが、通常の24コマ／秒とショースキャンの60コマ／秒を切り替えて上映する困難さからスクリーンサイズを通常シーンを35mmビスタサイズ、装置装着時には65mmと使い分ける事で解決した。
バーチャル・リアリティやインターネットを予想し映像化した内容であったが興行的には苦戦し、上記通り制作費に対し収益が半分程度しか上がらず、劇場用映画としてはトランブル最後の監督作になっただけでなく、視覚効果スタジオEEGも退く事になった。

## 賞
- 1984年度サターン賞 音楽賞（ジェームズ・ホーナー）、主演女優賞（ルイーズ・フレッチャー）受賞